# 卜孝根
卜 孝根（ポク・ヒョグン、朝鮮語: 복효근、1962年 - ）は、大韓民国の教員、詩人。

## 経歴
大韓民国全羅北道南原市出身。全北大学校師範大学国語教育科卒。第5回片雲文学賞新人賞受賞。このほかにもいくつもの賞を受賞したほか、詩集を発表している。
2019年時点で松東中学校にて国語教員を務めている。